# Kanton Lanvallay
 Lanvallay   is een kanton van het Franse departement Côtes-d'Armor. Het kanton maakt deel uit van het arrondissement Dinan.    

In 2020 telde het 21.222 inwoners.

Het kanton werd gevormd ingevolge het decreet van 13 februari 2014 met uitwerking op 22 maart 2015, met  Lanvallay als hoofdplaats.

## Gemeenten
Het kanton omvat volgende 17 gemeenten:
- Bobital
- Brusvily
- Calorguen
- Les Champs-Géraux
- Évran
- Le Hinglé
- Lanvallay
- Pleudihen-sur-Rance
- Plouasne
- Le Quiou
- Saint-André-des-Eaux
- Saint-Carné
- Saint-Hélen
- Saint-Judoce
- Saint-Juvat
- Tréfumel
- Trévron